# Saittijärvi
Het Saittajärvi is een meer in Zweden, in de gemeente Pajala. Het meer in de vorm van een hart ligt naast het dorp Saittarova, maar dat ligt zelf niet aan het meer. Het dorp heeft vroeger wel Saittijärvi geheten. Het water in het meer stroomt door de 23 kilometer lange Saittijoki naar de Tärendörivier.
afwatering: meer Saittajärvi → Saittijoki → Tärendörivier → Kalixälven → Botnische Golf